# ハーフムーンベイ (ニュージーランド)

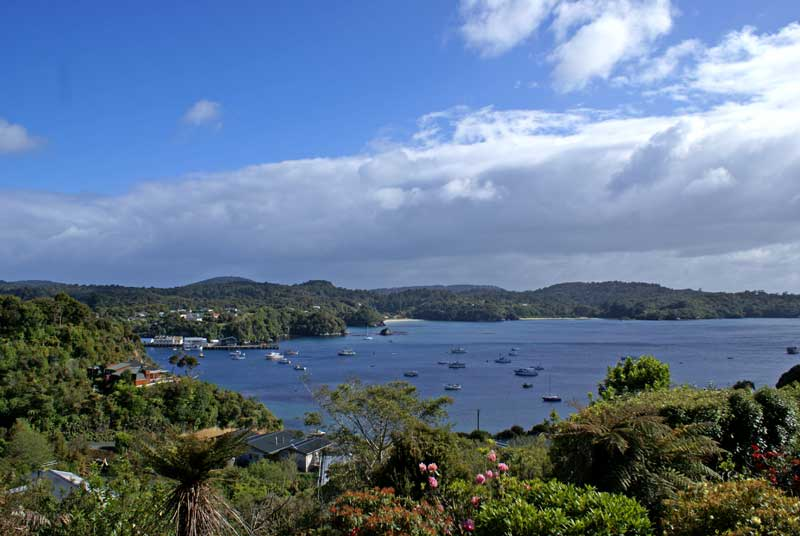

ハーフムーンベイ（英語: Halfmoon Bay）は、ニュージーランドのスチュアート島の東海岸にある湾である。
この湾にはオーバンの集落が面している。なお、オーバンの集落そのものがハーフムーンベイとも呼ばれることもある。
- この点について、地球の歩き方ニュージーランド07-08年版ではオーバンが旧称、現名称がハーフムーンベイであると扱っている。

## アクセス
ブルーフの町からフェリーが運航されている。また、漁船でこの湾まで来ることも可能。